# Sabina Šurjan
Sabina Šurjan (Servisch: Сабина Шурјан) (Senta, 10 april 2000) is een Servisch professioneel tafeltennisster. Zij speelt linkshandig met de shakehandgreep.
Zij nam namens haar land deel aan de Olympische Jeugdzomerspelen 2018 maar won daar geen medailles.